# The Doors Box Set (Part-1)
The Doors Box Set (Part-1) è la versione ridotta del precedente box set realizzato dalla band The Doors nel 1997 solo che questa volta il cofanetto è diviso in 2 parti ed è composto da 2 dischi ognuno che contengono materiale già edito con costi ridotti.

## Tracce

### Disco 1:Without a Safety Net(67:29)
1. Five to One - 7:30 (Live at the Dinner Key Auditorium, Miami, FL, Mar. 1, 1969)
2. Queen of the Highway - 3:32 (Alternate version recorded at Elektra Studios, Los Angeles, CA, 1969)
3. Hyacinth House - 2:42 (Demo recorded at Robby Krieger's home studio, 1969)
4. My Eyes Have Seen You - 2:01 (Demo recorded at World Pacific Studios, Los Angeles, CA, Sep. 2, 1965)
5. Who Scared You? (Edit) - 3:19 (Recorded at Elektra Studios, Los Angeles, CA, 1969)
6. Black Train Song (The Doors, Junior Parker/Sam Phillips) - 12:27 (Live at The Spectrum, Philadelphia, PA, May 1, 1970)
7. End of the Night - 3:02 (Demo recorded at World Pacific Studios, Los Angeles, CA, Sep. 2, 1965)
8. Whiskey, Mystics and Men - 2:22 (Recorded at Elektra Studios, Los Angeles, CA, 1970)
9. I Will Never Be Untrue - 3:59 (Live at the Aquarius Theater, Hollywood, CA, Jul. 22, 1969)
10. Moonlight Drive (Demo) - 2:32 (Recorded at World Pacific Studios, Los Angeles, CA, Sep. 2, 1965)
11. Moonlight Drive (Sunset Sound) - 2:44 (Recorded at Sunset Sound Studios, Los Angeles, CA, 1966)
12. Rock Is Dead - 16:41 (Recorded at Elektra Studios, Los Angeles, CA, Feb. 25, 1969)
13. Albinoni's Adagio in G Minor (Tomaso Albinoni) - 4:39 (Recorded at TTG Studios, Los Angeles, CA, 1968)

I componenti del 1965 che hanno partecipato alle registrazioni al World Pacific Studios sono:
- Jim Morrison - voce
- Ray Manzarek - piano
- John Densmore - batteria
- Rick Manzarek - chitarra
- Jim Manzarek - armonica
- Pat Sullivan - basso

Black Train Song è un medley di People Get Ready > Mystery Train > Away in India > Crossroads.

### Disco 2:Live In New York(70:27)
1. Roadhouse Blues - 4:19
2. Ship of Fools - 5:21
3. Peace Frog - 2:58
4. Blue Sunday - 2:32
5. Celebration of the Lizard - 17:18
6. Gloria (Van Morrison) - 7:14
7. Crawlin' King Snake (Tony Hollins, Bernard Besman, John Lee Hooker) - 6:12
8. Money (Berry Gordy, Jr., Smokey Robinson, Hooker) - 2:59
9. Poontang Blues/Build Me a Woman/Sunday Trucker - 3:35
10. The End  - 18:01

Registrato dal vivo durante l'esecuzione al Felt Forum al Madison Square Garden, New York, NY, Gennaio 17-18, 1970.  Il Felt Forum è una piccola arena di 4,000 posti situato all'interno del MSG centro simile all'Aquarius Theatre, da non confondersi con la grande arena di 20.000 posti, dove i Doors hanno suonato il 24 gennaio 1969.
Le canzoni sono scritte dai Doors, salvo dove è indicato.

## Formazione
- Jim Morrison - voce
- Robert Krieger - chitarra
- Ray Manzarek - organo, pianoforte, tastiere, basso
- John Densmore - batteria